# Credencia

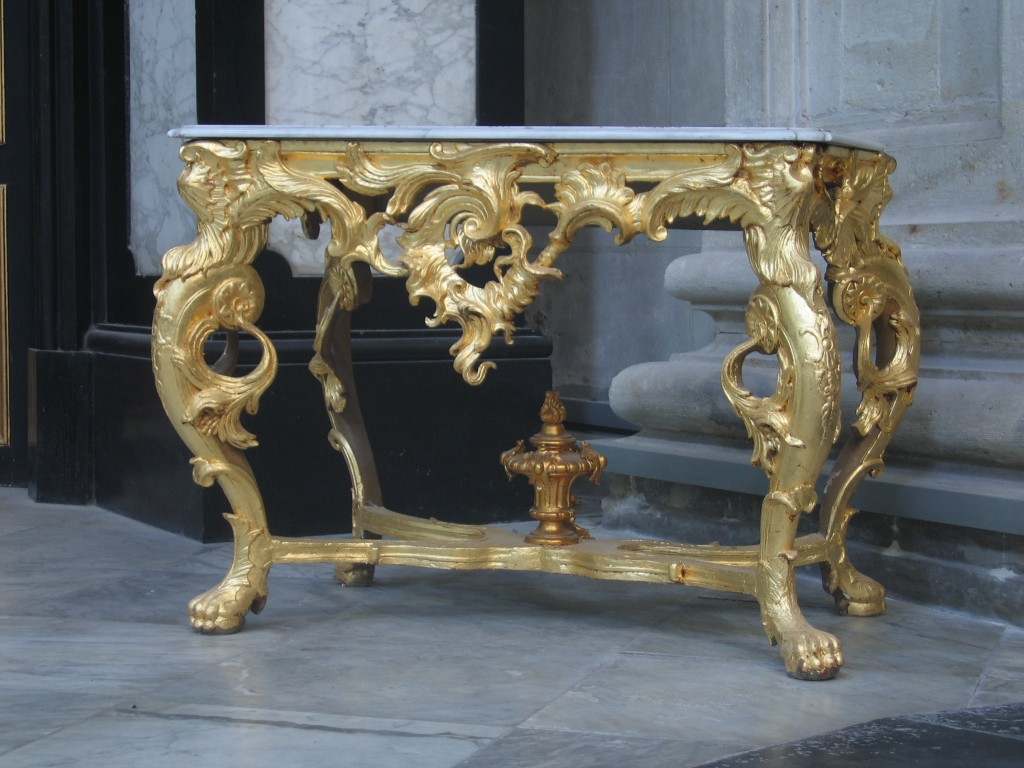
Credenza de stilo rococó

Se denomina credencia (del latín credens, -entis, creyente) a una mesita que se sitúa junto al altar. Sobre él se colocan los vasos que contienen el pan, el vino y el agua para la celebración de la Eucaristía antes de ser transferidos al altar.
Por lo general, se coloca a la derecha del sacerdote que celebra la misa.
La credencia a menudo se cubre con un mantel blanco.
En iglesias muy antiguas, un nicho en la pared del presbiterio servía de credencia.

## Rito Romano

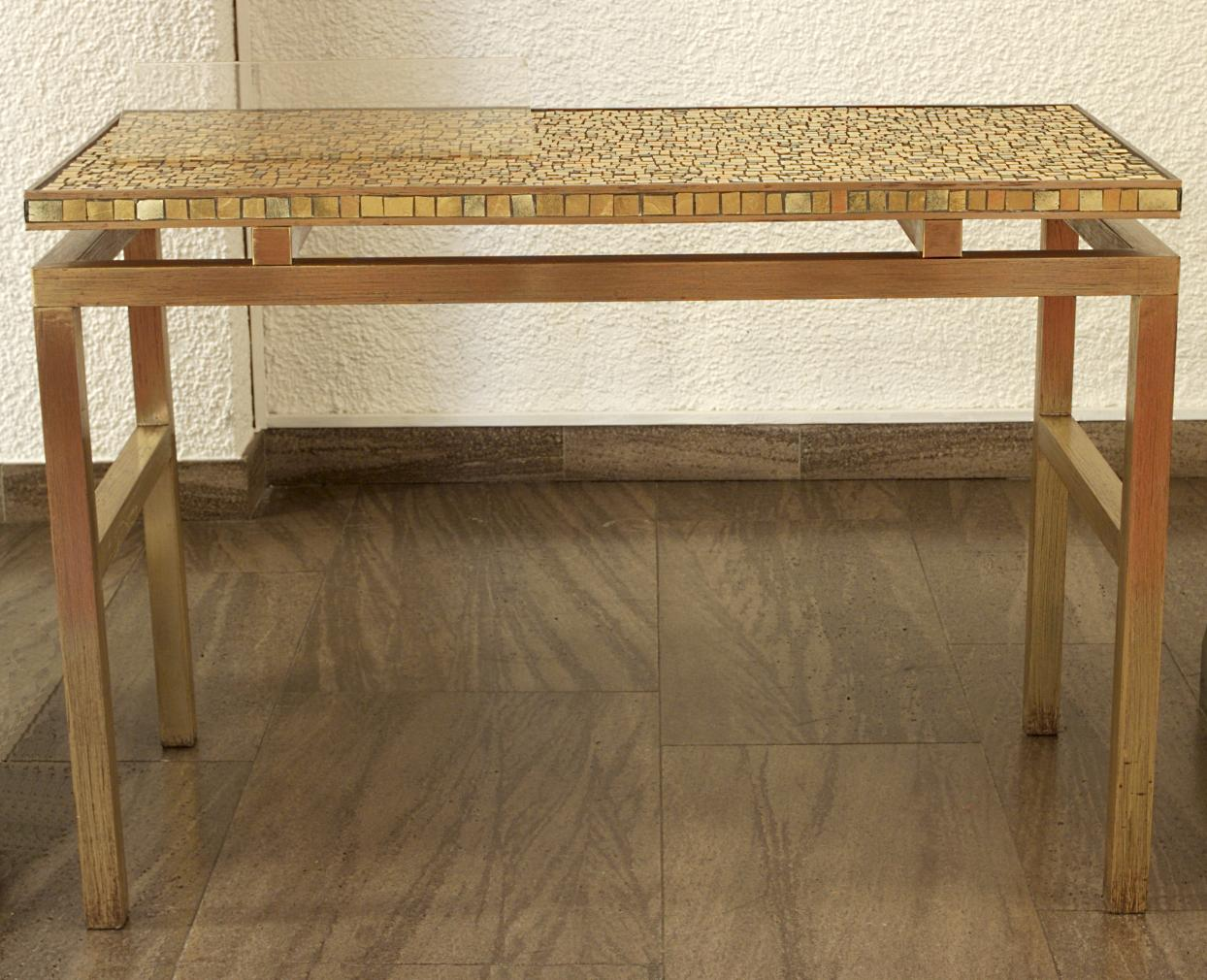
Credencia con mosaico dorado (iglesia Mater Dolorosa en Berlín-Lankwitz).

La Instrucción General del Misal Romano menciona la credencia 17 veces.
Para la celebración de misa con el pueblo en el rito romano, se coloca en la credencia los siguientes:
el cáliz, el corporal, el purificador, y según las circunstancias, la palia; la patena y los copones, si son necesarios; a no ser que sean presentados por los fieles en la procesión del ofertorio: el pan para la Comunión del sacerdote que preside, del diácono, de los ministros y del pueblo y las vinajeras con el vino y el agua; una caldereta con agua para ser bendecida, si se hace aspersión; la patena para la Comunión de los fieles; y todo lo necesario para la ablución de las manos.
En la Misa en la que participa un solo ministro, se pueden preparar los vasos sagrados necesarios en el altar del lado derecho.
En cuanto sea posible, los vasos sagrados son purificados después de la comunión en la credencia.

## Otros significados
También se utilizaba el término "credencia" para definir el aparador donde se colocaban los frascos con vino o con agua de los que debía beber algún notable o el rey 
Recibe ese mismo nombre un mueble bajo y alargado, dotado con puertas y cajones, que se utiliza en las oficinas.